# NGC 5717
NGC 5717 este o galaxie spirală situată în constelația Boarul. A fost descoperită în 26 aprilie 1830 de către John Herschel.